# Tumichucua
Tumichucua es una localidad del norte de Bolivia. Administrativamente se encuentra en el municipio de Riberalta de la provincia de Vaca Díez en el departamento del Beni. A la localidad se la considera como una comunidad campesina.
La localidad se encuentra a una altitud de 139 m s. n. m., a orillas de la laguna homónima, un lago de 4,4 kilómetros de largo y hasta 1,4 km de ancho en un bucle del río Beni.

## Toponimia
El nombre Tumichucua viene de la lengua indígena tacana, que significa isla de Matacuses o de palmeras de Matacu.

## Historia
Gran parte de las viviendas e infraestructura de Tumichucua data de la segunda mitad del siglo XX, cuando llegaron misionarios evangelistas del Instituto Lingüístico de Verano con el fin de evangelizar a los pobladores y traducir la biblia a los idiomas nativos.
En 2021, los campesinos de Tumichucua denunciaron la tala ilegal de árboles centenarios en el lago Tumichucua, por parte de una empresa maderera. Una inspección de la Autoridad de Bosque y Tierra (ABT) de Riberalta confirmó el desmonte y la tala de seis árboles en un predio privado.

## Geografía
Tumichucua se encuentra en la parte boliviana de la cuenca del Amazonas, en la esquina noreste del país cerca de la frontera con Brasil.
La temperatura media anual de la región es de 26 °C y fluctúa sólo ligeramente entre 25 °C en mayo y 27–28 °C de diciembre a febrero. La precipitación anual es de unos 1.300 mm, con una estación seca pronunciada de junio a agosto con una precipitación mensual inferior a 20 mm, y una estación húmeda de diciembre a enero con precipitaciones mensuales de más de 200 milímetro

## Demografía

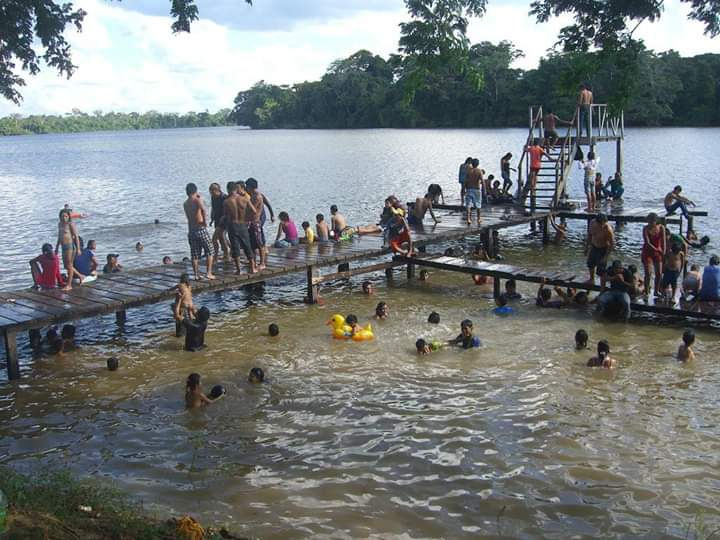
Balneario del lago Tumichucua en las afueras de la localidad homónima.

La población de la localidad casi se ha duplicado en las últimas dos décadas:
| Año  | Habitantes | Fuente |
| ---- | ---------- | ------ |
| 1992 | 220        | censo  |
| 2001 | 554        | censo  |
| 2012 | 426        | censo  |

## Transporte
Tumichucua se encuentra a una distancia de 729 km por carretera al norte de Trinidad, capital del departamento del Beni.
Desde Trinidad, la ruta troncal Ruta 9 recorre 619 km hasta Guayaramerín en la frontera con Brasil en la margen izquierda del río Mamoré. Aquí se encuentra con la Ruta 8, que conduce en dirección suroeste a la localidad de Riberalta, a 86 km de distancia. Más adelante en la Ruta 8, luego de 21 km, un camino se bifurca hacia el noroeste, el cual termina luego de otros tres kilómetros en Tumichucua.